# Manfredo I Correggio
Manfredo I Correggio va néixer vers el 1412 i va ser fill de Gherardo VI Correggio. El 1430 a la mort del seu pare va rebre la part indivisa corresponent de la senyoria sobirana de Correggio, Campagnola i Fabbrico. L'oncle Pietro Corregio havia mort sense descendents i el 1441 va morir l'oncle Galasso Correggio renunciant als seus drets, i quant el 1446 va morir el seu oncle Giberto V Correggio que tampoc tenia fills, Manfredo i els seus germans Giberto VI Correggio, Antonio II Correggio i Niccolò I Correggio (aquest va morir el 1449 però va deixar un fill) van reunir tota l'herència. Va ser elevat a comte sobirà de Correggio i del Sacre imperi romà per investidura concedida a Modena el 18 de maig de 1452. El 1456 va ser investit amb les senyories de Scurano, Brescello i Bazzano pel Duc de Milà, però el 1468 va ser privat de Brescello pel duc de Ferrara.
Va ser patrici de Parma i Patrici de Venècia.
Va ser capità de l'exèrcit del duc de Ferrara el 1450, de l'exèrcit del rei de Nàpols el gener del 1452, i de l'exèrcit de Venècia el novembre del 1453.
Va morir a Correggio al febrer de 1476. Estava casat amb Agnese Pio, filla de Marco Pio, senyor de Carpi. El van succeir els seus fills Giberto VII Correggio i Borso I Correggio. Va deixar altres fills: Galasso o Galeazzo, Patrici de Parma i Venècia, capità del duc de Ferrara el 1476 i 1495, del duc de Milà el 1482 i 1495, i del Papa el 1494, mort a la batalla de Fornovo sul Taro el 6 de juliol de 1495; Maddalena; Verònica i Elisabetta.